# Крокодил орінокський
Крокодил орінокський (Crocodylus intermedius) — вид плазунів родини крокодилових (Crocodylidae). Один із 13(14) видів роду крокодилів (Crocodylus). Раритетний вид плазунів, занесений до Червоного списку МСОП.
Інші назви «крокодил венесуельський», «крокодил колумбійський».

## Опис
Загальна довжина досягає 5 м. Є відомості про існування 6 і навіть 7-метрових крокодилів, але вони не підтверджені. Латинська назва «intermediate» відноситься до форми морди цього виду, яка є проміжною між V-подібною, або клиноподібною, у всіх крокодилів й витягнутою паралельно у гавіала. Морда у цього крокодила порівняно довга й вузька, кінець трохи кирпатий. Ороговіла луска на спині розташована симетрично.
У забарвленні простежується три колірні типи: «маріпоза» зеленувато-сіра з чорними плямами на спині; «амарілья», який зустрічається найчастіше — світло-бура з темнішими областями; «негро» — темно-сіра. В умовах утримання в неволі у крокодилів спостерігалася зміна у забарвленні.

## Поширення
Мешкає в басейні річки Оріноко: Колумбії, Венесуелі Болівії. Трапляється на островах Тринідат, Тобаго й Гренада.

## Спосіб життя
Населяє прісноводні річки у саванах, які затоплюються в сезон дощів, водойми у тропічних лісах, джерела у передгір'ї Анд. У сезон посухи рівень води в річках знижується, тоді ці крокодили залишають сухі савани, ховаючись у норах, де ще залишається вода. Коли їх нори пересихають, вони вирушають на пошуки іншої калюжі. Припускають, що крокодили виходять в море під час сезону дощів, коли їх вимиває повінню або забирає на острівцях рослинності. Це свідчить про стерпність крокодилів до солоної води високої концентрації.
Молоді крокодили харчуються дрібною рибою й безхребетними. Дорослі особини полюють на водних хребетних, зокрема рибу, й сухопутних хребетних та птахів, які мешкають у прибережній смузі. Зареєстровані окремі випадки нападу на людей.
У середині січня — у лютому самиця викопує нору, в якій влаштовує кубло. Цей час відноситься до сезону посухи, піщані береги, що вона обирає для кубла знаходяться над рівнем води. Самиця відкладає від 15 до 70 яєць (зазвичай 40). Самиця невідлучно знаходиться поблизу гнізда й охороняє його. Через 70 днів вилуплюються крокодилята, це збігається з початком сезону дощів і підвищенням рівня води в річках. Протягом 3 років самці піклується про своїх дитинчат.

## Стан популяції. Охорона
Цей вид є одним з найрідкісніших у родині, оскільки його популяція поширена на невеликій площі. Тому він занесений до Червоного списку МСОП (охоронна категорія: «вид перебуває в критичному стані»). Чисельність популяції станом на 2024 рік оцінюється в 90—250 особин.
Число крокодилів неухильно скорочується в результаті неконтрольованої полювання. Крокодили є легкою здобиччю для браконьєрів, тому що під час сезону посухи, який збігається з часом розмноження, вони збираються великими групами. Часто мисливці знаходять їх в норах. Критичний стан чисельності цього виду — результат непомірного полювання на них у 1930—1960 роках. Приріст популяції йде повільно. Незмінними залишаються деякі ізольовані популяції у важкодоступних для людини місцях. В інших районах крокодили і їхні яйця стають джерелом їжі для місцевого населення, а їх зуби використовуються у народній медицині. Молоді крокодили потрапляють до торговців.